# Evdoxía Kosmídou
Evdoxía Kosmídou (grec moderne : Ευδοξία Κοσμίδου) est une karatéka grecque. 
Elle a remporté la médaille d'or du kumite dans la catégorie des moins de 50 kilos aux championnats d'Europe de karaté 2010 à Athènes. Elle a également remporté trois médailles de bronze individuelles lors d'autres championnats d'Europe de karaté, d'abord en moins de 53 kilos en 2002 à Tallinn et 2004 à Moscou puis en moins de 50 kilos en 2013 à Budapest.